# Gigante (film)
Pour les articles homonymes, voir Gigante.
Pour plus de détails, voir Fiche technique et Distribution.
Gigante est un film réalisé par Adrián Biniez, sorti en 2009.

## Fiche technique
- Titre français : Gigante
- Réalisation : Adrián Biniez
- Scénario : Adrián Biniez
- Photographie : Arauco Hernández Holz
- Pays d'origine : Uruguay - Argentine - Espagne - Allemagne - Pays-Bas
- Genre : drame
- Date de sortie : 2009

## Distribution
- Horacio Camandule : Jara
- Leonor Svarcas : Julia

## Distinctions
- Berlinale 2009 : Grand prix du jury (ex-æquo avec Everyone Else) et Prix du meilleur premier film